# Mausoleo de Zulfikar Ali Bhutto
El Mausoleo de Zulfikar Ali Bhutto está situado en Garhi Khuda Bakhsh, un localidad en el distrito de Larkana, en la provincia de Sind, en el país asiático de Pakistán. 

## Construcción
Cuando Zulfikar Ali Bhutto fue ejecutado y enterrado aquí en 1979, el lugar era simplemente un cementerio familiar ancestral que databa de antes del Raj británico. En 1993, su hija Benazir Bhutto, para ese entonces primera ministra de Pakistán, aprobó los planes para construir un edificio de 56.000 pies cuadrados en el cementerio. En marzo de 1994, el Gobierno de Sindh aprobó la construcción de un mausoleo con un costo estimado de 9,4 millones de dólares, mientras que la Autoridad de Desarrollo de Karachi se encargaría de su ejecución. El costo total sería asumido a partes iguales por los gobiernos federal y de Sindh.
El inicio de la construcción se retrasó tras revelarse que aproximadamente el 90% del terreno del proyecto estaba ocupado por los residentes de Garhi Khuda Bakhsh. En noviembre de 1995, el terreno fue evacuado, pero los cambios de diseño y las complicaciones resultaron en un aumento del costo del proyecto.

## Primera fase
Khursheed Junejo, antiguo nazim de Larkana, supervisó su construcción. Posteriormente se convocó un concurso para seleccionar el mejor diseño. La primera fase se extendió de 1993 a 1997, bajo la dirección del arquitecto Zaigham Jaffery. La Compañía Nacional de Construcción obtuvo el contrato de construcción en septiembre de 1994. Visitó los mausoleos de Ruhollah Jomeiní y Mustafa Kemal Atatürk para inspirarse, e intentó incorporar elementos de los Jardines Shalimar de Lahore. La construcción se detuvo durante unos seis años después, ya que Benazir Bhutto quería incorporar un diseño más acorde con la arquitectura islámica.

## Segunda fase
La construcción se reanudó en 2003, tras otro concurso para seleccionar un nuevo diseño. El diseño revisado, obra de Waqar Akbar Rizvi, incluía cinco cúpulas y cuatro iwanes, similares al Taj Mahal. El edificio fue revestido de mármol blanco. Se utilizaron azulejos vidriados con inscripciones caligráficas y frescos, basados en patrones sindhi hala.

## Actualidad
Cada año, en el aniversario de la muerte de Benazir Bhutto, grandes multitudes se reúnen en el lugar para recordarla. El Comité Shaheed Bhutto Mazar supervisa los preparativos de las reuniones públicas en el lugar.

## Entierros
Entre los que descansan aquí se encuentran:
- Shah Nawaz Bhutto
- La esposa de Shah Nawaz, Lady Khurshid

Los tres hijos de Shah Nawaz:
- Sikander Bhutto
- Imdad Ali
- Zulfikar Ali Bhutto

Los hijos de Zulfikar:
- Shahnawaz Bhutto
- Murtaza Bhutto
- Benazir Bhutto

Las esposas de Zulfikar:
- Shireen Amir Begum[8]
- Nusrat Bhutto